# 五一七足球會

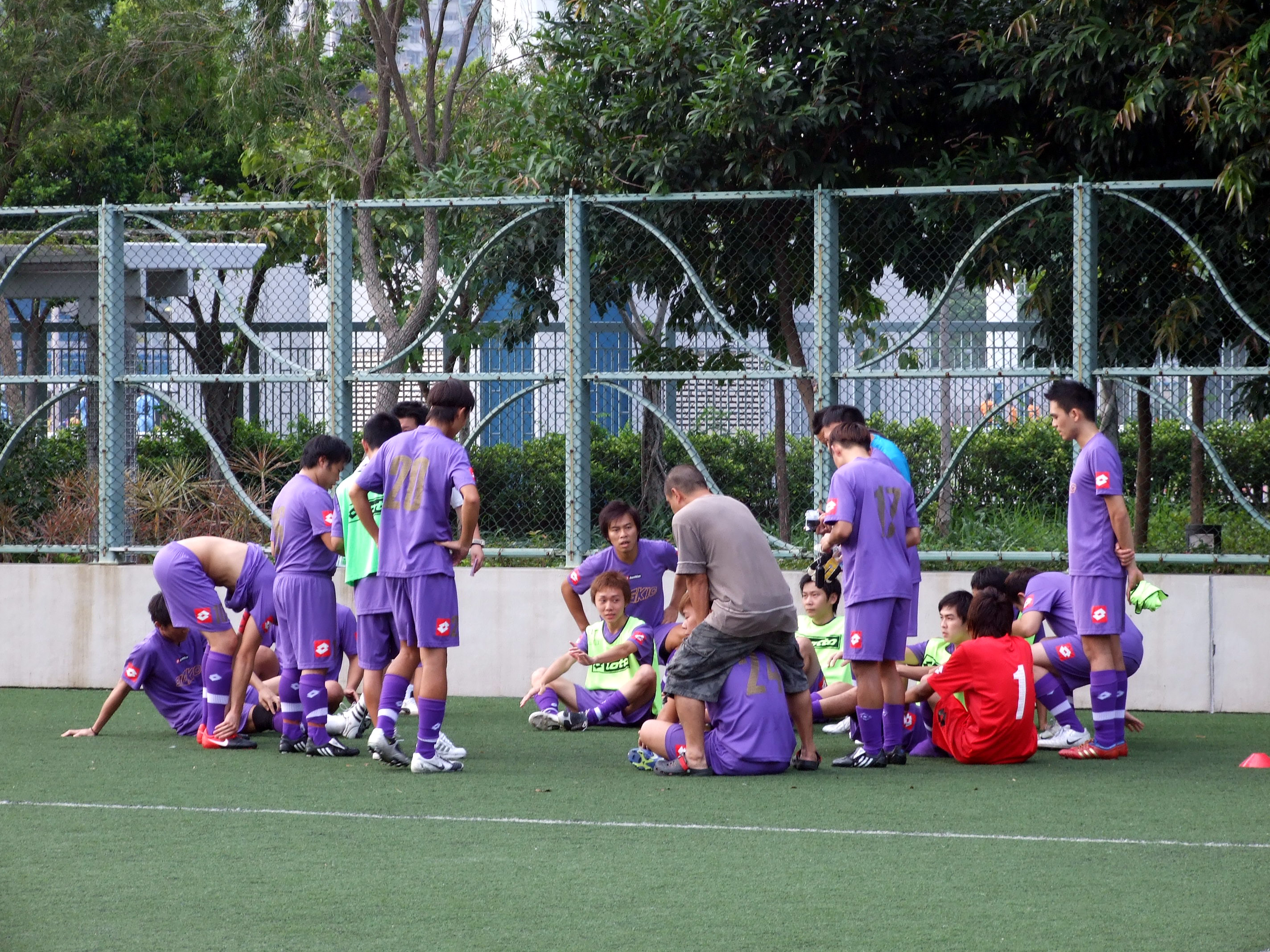
五一七賽前準備

五一七足球會（Five-One-Seven Football Club，簡稱五一七），是香港一間老牌球會，曾經兩度升上甲組作賽。2010–11年度球季，五一七於丙組榜末附加賽名列倒數第二，依例被淘汰出局。

## 球隊歷史
五一七於1950年代創辦，後來由簡而清、簡而和兄弟負責管理，1959–60年，五一七獲得香港丙組足球聯賽冠軍，得以升上乙組。翌年，五一七獲得1960–61年香港乙組足球聯賽冠軍，首次升上甲組作賽。
1963–64年，五一七在甲組位列包尾，在甲組角逐了三個球季後，降落乙組。
呂樂提早退休潛逃離開香港後，五一七球隊交由鄧家雄負責管理。
1996–97年，五一七獲得香港乙組足球聯賽季軍，由於亞軍的港會放棄升班，五一七遂以後補資格，闊別三十三年後重返甲組作賽。不過，由於實力所限，五一七於1997–98年，香港甲組足球聯賽 8 支球隊中位列包尾，宣告降班，只角逐了一季便返回乙組作賽。
五一七於2008–09年，邀請前香港飛人杜韋諾加盟，最終在香港丙組(甲)足球聯賽，以 19 戰 10 勝 6 和 3 負得 36 分，以第 5 名完成賽季。

## 球隊近況
2010–11年球季，五一七於丙組榜末附加賽，3 戰 1 勝 2 和得 5 分，因得失球率不及西貢及虎門，名列倒數第二，依例被淘汰出局。

## 球會榮譽
| 乙組聯賽 冠軍 | 1 | 1960–61年                       |
| 丙組聯賽 冠軍 | 3 | 1959–60年、1990–91年、1994–95年 |

## 著名球員
- 林尚義、馮嘉奇、羅倫士、司徒文俊、張耀聰、安馬遜、冼家裕、曾兆榮、杜韋諾、陳健安、馮凱文

## 外部連結
- 香港足球總會球會資料（页面存档备份，存于）